# Distrito de St. Veit an der Glan

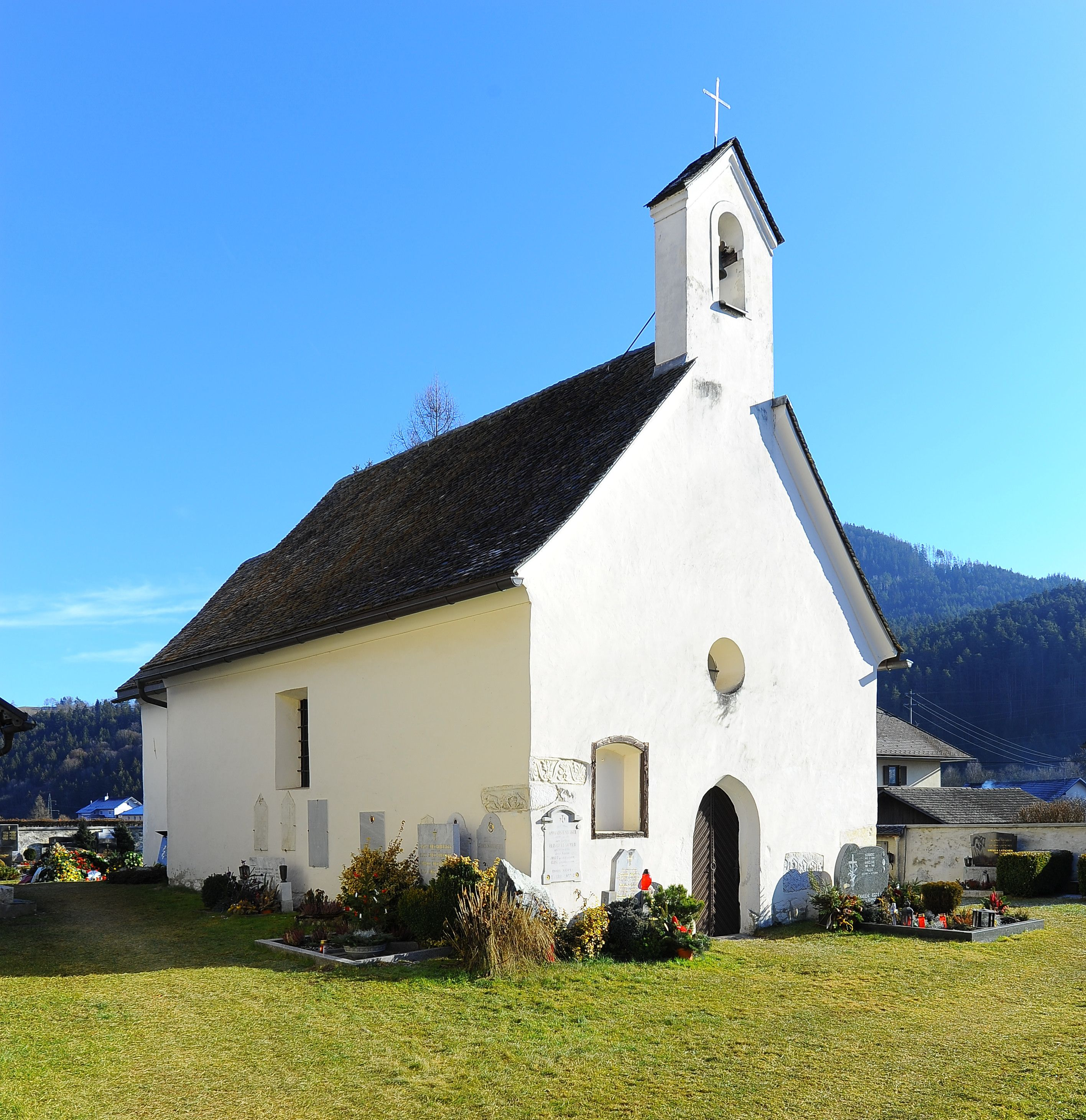
Iglesia Filial San Esteban en Zweikirchen, municipio Liebenfels

El distrito de St. Veit an der Glan es un distrito político del estado de Carintia (Austria). La capital del distrito es la ciudad de St. Veit an der Glan.

## División administrativa
El distrito de St. Veit an der Glan se divide en 20 municipios.

### Localidades con población (año 2018)
- Althofen 4759
- Brückl 2717
- Deutsch-Griffen 908
- Eberstein 1271
- Frauenstein 3597
- Friesach 4947
- Glödnitz 807
- Gurk 1226
- Guttaring 1470
- Hüttenberg 1414
- Kappel am Krappfeld 1951
- Klein St. Paul 1820
- Liebenfels 3329
- Metnitz  2011
- Micheldorf 1000
- Mölbling 1315
- St. Georgen am Längsee 3648
- St. Veit an der Glan 12 547
- Straßburg 2095
- Weitensfeld im Gurktal 2091

### Municipios
Barrios, aldeas y otras subdivisiones de los municipios se indican con letras pequeñas.
- Althofen (en esloveno: Zgornji Up)(4732)
  - Aich, Althofen, Eberdorf, Epritz, Krumfelden, Muraniberg, Rabenstein, Rain, Töscheldorf, Treibach
- Friesach (en esloveno: Breže)(5462)
  - Dobritsch, Dobritsch, Dörfl, Engelsdorf, Friesach, Gaisberg, Grafendorf, Guldendorf, Gundersdorf, Gunzenberg, Gwerz, Harold, Hartmannsdorf, Hundsdorf, Ingolsthal, Judendorf, Kräuping, Leimersberg, Mayerhofen, Moserwinkl, Oberdorf I, Oberdorf II, Olsa, Pabenberg, Reisenberg, Roßbach, Sattelbogen, Schratzbach, Schwall, Silbermann, St. Johann, St. Salvator, St. Stefan, Staudachhof, Stegsdorf, Timrian, Wagendorf, Wels, Wiegen, Wiesen, Zeltschach, Zeltschachberg, Zienitzen, Zmuck
- St. Veit an der Glan (en esloveno: Šentvid ob Glini)(12 839)
  - Affelsdorf, Aich, Altglandorf, Arndorf, Baardorf, Baiersdorf, Beintratten, Blintendorf, Dellach, Draschelbach, Eberdorf, Galling, Gersdorf, Glandorf, Holz, Hörzendorf, Karlsberg, Karnberg, Laasdorf, Lebmach, Mairist, Milbersdorf, Muraunberg, Niederdorf, Pflugern, Pörtschach am Berg, Preilitz, Projern, Radweg, Raggasaal, Ritzendorf, St. Andrä, St. Donat, St. Veit an der Glan, Streimberg, Tanzenberg, Ulrichsberg, Unterbergen, Untermühlbach, Unterwuhr, Wainz
- Straßburg (en esloveno: Cestna Gora)(2335)
  - Bachl, Buldorf, Dielach, Dobersberg, Dörfl, Drahtzug, Edling, Gassarest, Glabötsch, Gruschitz, Gundersdorf, Hackl, Hausdorf, Herd, Hohenfeld, Höllein, Kraßnitz, Kreuth, Kreuzen, Kulmitzen, Langwiesen, Lees, Lieding, Machuli, Mannsdorf, Mellach, Mitterdorf, Moschitz, Olschnitz, Olschnitz-Lind, Olschnögg, Pabenberg, Pöckstein-Zwischenwässern, Pölling, Ratschach, Schattseite, Schmaritzen, Schneßnitz, St. Georgen, St. Jakob, St. Johann, St. Magdalen, St. Peter, Straßburg-Stadt, Unteraich, Unterfarcha, Unterrain, Wildbach, Wilpling, Winklern
- Brückl (en esloveno: Mostič)(3110)
  - Brückl, Christofberg, Eppersdorf, Hart, Hausdorf, Johannserberg, Krainberg, Krobathen, Labegg, Michaelerberg, Oberkrähwald, Ochsendorf, Pirkach, Salchendorf, Schmieddorf, Selesen, St. Filippen, St. Filippen, St. Gregorn, St. Ulrich am Johannserberg, Tschutta
- Eberstein (en esloveno: Svinec)(1505)
  - Baumgarten, Eberstein, Gutschen, Hochfeistritz, Kaltenberg, Kulm, Mirnig, Rüggen, St. Oswald, St. Walburgen
- Gurk (en esloveno: Krka)(1311)
  - Dörfl, Finsterdorf, Föbing, Gassarest, Glanz, Gruska, Gurk, Gwadnitz, Hundsdorf, Kreuzberg,Krön, Masternitzen, Niederdorf, Pisweg, Ranitz, Reichenhaus, Straßa, Sutsch, Zabersdorf, Zedl, Zedroß, Zeltschach
- Guttaring (en esloveno: Koternik)(1565)
  - Baierberg, Dachberg, Deinsberg, Dobritsch, Gobertal, Guttaring, Guttaringberg, Höffern, Höffern, Hollersberg, Maria Hilf, Oberstranach, Rabachboden, Ratteingraben, Schalkendorf, Schelmberg, Schrottenbach, Sonnberg, St. Gertruden, Übersberg, Urtl, Urtlgraben, Verlosnitz, Waitschach, Weindorf
- Hüttenberg (en esloveno: Železni Hrib)(1804)
  - Andreaskreuz, Gobertal, Gossen, Heft, Hinterberg, Hüttenberg, Hüttenberg Land, Jouschitzen, Knappenberg, Lichtegg, Lölling Graben, Lölling Schattseite, Lölling Sonnseite, Obersemlach, Semlach, St. Johann am Pressen, St. Martin am Silberberg, Stranach, Unterwald, Waitschach, Zosen
- Klein St. Paul (en esloveno: Mali Št. Pavel)(2195)
  - Buch, Drattrum, Dullberg, Filfing, Grünburg, Katschniggraben, Kirchberg, Kitschdorf, Klein St. Paul, Maria Hilf, Mösel, Müllergraben, Oberwietingberg, Prailing, Prailing, Raffelsdorf, Sittenberg, Unterwietingberg, Wietersdorf, Wietersdorf, Wieting
- Liebenfels (en esloveno: Lepo Polje)(3273)
  - Bärndorf, Beißendorf, Eggen I, Eggen II, Freundsam, Gasmai, Glantschach, Gößeberg, Graben, Gradenegg, Grassendorf, Grund, Hardegg, Hart, Hoch-Liebenfels, Hohenstein, Kraindorf, Kulm, Ladein, Lebmach, Liebenfels, Liemberg, Lorberhof, Mailsberg, Metschach, Miedling, Moos, Pflausach, Pflugern, Pulst, Puppitsch, Radelsdorf, Rasting, Reidenau, Rohnsdorf, Rosenbichl, Sörg, Sörgerberg, St. Leonhard, Tschadam, Waggendorf, Wasai, Weitensfeld, Woitsch, Zmuln, Zojach, Zwattendorf, Zweikirchen
- Metnitz (en esloveno: Metnica)(2450)
  - Auen, Feistritz, Felfernigthal, Grades, Klachl, Laßnitz, Maria Höfl, Marienheim, Metnitz, Mödring, Oberalpe, Oberhof Schattseite, Oberhof Sonnseite, Preining, Schnatten, Schwarzenbach, Teichl, Unteralpe, Vellach, Wöbring, Zanitzberg, Zwatzhof
- Weitensfeld im Gurktal (en esloveno: Prečpolje ob Krki)(2474)
  - Ading, Aich, Altenmarkt, Bach (Zweinitz), Braunsberg, Brunn (Zweinitz), Dalling, Dielach, Dolz, Edling, Engelsdorf, Grabenig, Grua, Hafendorf, Hardernitzen, Hundsdorf, Kaindorf, Kleinglödnitz, Kötschendorf, Kraßnitz, Lind, Massanig, Mödring, Mödritsch, Nassing, Niederwurz, Oberort, Planitz, Psein, Reinsberg, Sadin, St. Andrä, Steindorf, Traming, Tschriet, Weitensfeld, Wullroß, Wurz, Zammelsberg, Zauchwinkel, Zweinitz
- Deutsch-Griffen (en esloveno: Slovenj Grebinj)(1023)
  - Albern, Arlsdorf, Bach, Bischofsberg, Brunn, Deutsch Griffen, Faulwinkel, Gantschach, Göschelsberg, Graben, Gray, Hintereggen, Hochrindl, Leßnitz, Meisenberg, Messaneggen, Mitteregg, Oberlamm, Pesseneggen, Ratzendorf, Rauscheggen, Sand, Spitzwiesen, Tanzenberg, Unterlamm
- Frauenstein (en esloveno: Ženji Kamen)(3528)
- Glödnitz (en esloveno: Glodnica)(1.004)
  - Altenmarkt, Bach, Brenitz, Eden, Flattnitz, Glödnitz, Grai, Hohenwurz, Jauernig, Kleinglödnitz, Laas, Lassenberg, Moos, Rain, Schattseite, Torf, Tschröschen, Weißberg, Zauchwinkel
- Kappel am Krappfeld (en esloveno: Kapela na Krapskem polju)(2107)
  - Boden, Dobranberg, Dürnfeld, Edling, Freiendorf, Garzern, Gasselhof, Geiselsdorf, Gölsach, Grillberg, Gutschen, Haide, Haidkirchen, Kappel am Krappfeld, Krasta, Krasta, Landbrücken, Latschach, Lind, Mannsberg, Mauer, Möriach, Muschk, Oberbruckendorf, Passering, Pölling, Poppenhof, Rattenberg, Schöttlhof, Silberegg, St. Florian, St. Klementen, St. Martin am Krappfeld, St. Willibald, Unterbergen, Unterpassering, Unterstein, Windisch, Zeindorf
- Micheldorf (en esloveno: Mihaelova vas)(1201)
  - Gasteige, Gaudritz, Gulitzen, Hirt, Lorenzenberg, Micheldorf, Ostrog, Ruhsdorf, Schödendorf, Schödendorf
- Mölbling (en esloveno: Molnek)(1273)
  - Bergwerksgraben, Breitenstein, Brugga, Dielach, Drasenberg, Eixendorf, Gaming, Gerach, Gratschitz, Gunzenberg, Kogl, Mail, Meiselding, Mölbling, Pirka, Rabing, Rastenfeld, Ringberg, St. Kosmas, St. Stefan am Krappfeld, Stein, Stein, Stoberdorf, Straganz, Treffling, Tschatschg, Unterbergen, Unterdeka, Wattein, Welsbach
- St. Georgen am Längsee (en esloveno: Šentjurij ob Dolgem jezeru)(3551)
  - Bernaich, Dellach, Drasendorf, Fiming, Fiming, Garzern, Goggerwenig, Goggerwenig, Gösseling, Hochosterwitz, Kreutern, Krottendorf, Labon, Launsdorf, Maigern, Mail-Süd, Niederosterwitz, Pirkfeld, Podeblach, Pölling, Rain, Reipersdorf, Rottenstein, Scheifling, Siebenaich, St. Georgen am Längsee, St. Martin, St. Peter, St. Sebastian, Stammerdorf, Taggenbrunn, Thalsdorf, Töplach, Tschirnig, Unterbruckendorf, Unterlatschach, Weindorf, Wiendorf, Wolschart